# Iraks ambassad i Stockholm
Iraks ambassad i Stockholm (även Irakiska ambassaden) är Iraks diplomatiska representation i Sverige. Ambassadör sedan 2018 är Ahmed Kamal Hasan Al-Kamaly. Ambassaden upprättades 1964, men konsulat har funnits i staden sedan 1938. Diplomatkoden på beskickningens bilar är BW.

## Historia
Iraks första diplomatiska representation i Sverige var i form av ett konsulat i Stockholm som leddes av konsulen Camille Ghazala med start 1938. År 1955 fick Ghazala erkännande av Kungl. Maj:t att verka som generalkonsul i landet och han tjänstgjorde på positionen fram till sin död i januari 1963. Han efterträddes därefter av sin svärdotter Gertrude Levenius-Ghazala. Generalkonsulatet avvecklades året därpå till förmån för den nuvarande ambassaden. Den första ambassadören, Mohammed Gayara, tillträdde sedan i september 1966. Kända beskickningschefer inkluderar Mohammed Said as-Sahaf (”Bagdad-Bob”) som var ambassadör 1985–1987.

## Fastigheter
Ambassaden är sedan 1984 belägen i fastigheten Piplärkan 3 på Baldersgatan 6 i Lärkstaden. Byggnaden restes ursprungligen 1909–10 som ett enfamiljshus enligt arkitekten Sigfrid Larssons ritningar.. Tidigare adresser är Nybrokajen 9 (1964), Kommendörsgatan 35 (1965–72) och Oxenstiernsgatan 33 (1973–83).

## Beskickningschefer
| Namn                          | Period    | Funktion                  |
| ----------------------------- | --------- | ------------------------- |
| Camille Ghazala               | 1938–1963 | Konsul/generalkonsul      |
| Gertrude Levenius-Ghazala     | 1963–1964 | Generalkonsul             |
| Ibrahim Wali                  | 1964–1966 | Chargé d’affaires         |
| Mohammed Gayara               | 1966–1969 | Ambassadör                |
| Hardan al-Tikriti             | 1969–1970 | Ambassadör                |
| Abdul Wahab Babajan           | 1970–1973 | Ambassadör                |
| Salah Omar al-Ali             | 1973–1976 | Ambassadör                |
| Hasan Mustafa Al-Naqib        | 1976–1978 | Ambassadör                |
| Abdul Jabbar Al-Haddawi       | 1978–1981 | Ambassadör                |
| Armer Naji                    | 1982–1985 | Chargé d’affaires         |
| Mohammed Said as-Sahaf        | 1985–1987 | Ambassadör                |
| Sadik Ali Shaban              | 1987–1989 | Ambassadör                |
| Mohammed Said Al-Hani         | 1989–1991 | Chargé d’affaires         |
| Vakant                        | 1992–1996 | -                         |
| Abdallah Norozi               | 1996–1998 | Ambassadör                |
| Muhsen A. Muhsen Al-Haidari   | 1998–2002 | Ambassadör                |
| Qassim H.J. Al-Zuhairi        | 2002–2003 | Chargé d’affaires en pied |
| Abdul Latif                   | 2003–2004 | Förste sekreterare        |
| Ahmed Abu Baker Hasan Bamarni | 2004–2010 | Ambassadör                |
| Hussain M. Al-Ameri           | 2010–2013 | Ambassadör                |
| Baker Fattah Hussen           | 2013–2018 | Ambassadör                |
| Ahmed Kamal Hasan Al-Kamaly   | 2018–idag | Ambassadör                |